# بونانزا برذرز
بونانزا برذرز (بالإنجليزية: Bonanza Bros.‎؛ باليابانية: ボナンザブラザーズ) وهي لعبة الفيديو آركيد من أنتاج سيجا عام 1990.

## شخصيات
- روبو -لون أحمر
- موبو -لون أزرق

روبو وموبو ظهروا في لعبة سونيك أند سيجا أول-ستارز رايسنك في عام 2010.

## روابط خارجية
- بونانزا برذرز على موقع IMDb (الإنجليزية)